# Old Club de Liège Hockey
 (octobre 2021).
Si vous disposez d'ouvrages ou d'articles de référence ou si vous connaissez des sites web de qualité traitant du thème abordé ici, merci de compléter l'article en donnant les références utiles à sa vérifiabilité et en les liant à la section « Notes et références ».
 (octobre 2021).
L'Old Club de Liège Hockey est la section hockey sur gazon du club omnisports du Royal Football Club de Liège.

## Historique
En 1911, le Hockey Club Liégeois fut fondé, le club est absorbé par le Royal Football Club de Liège en 1922, formant même un joueur, René Maillieux, qui fut sélectionné en équipe nationale avec laquelle, il participa aux Jeux olympiques de 1928.
En 1945, le club déménage à Sclessin et quitte le RFCL, puis un an après il rejoint Embourg et en 1956 il rejoint le Standard.
En 1968, les membres du RFCL TC, crée le RFCL Hockey Club qui prend le nom de Li Torè à la demande du RFCL, référence à la célèbre sculpture Li Tore, mais la section déménage de Rocourt pour aller à Wihogne.
C'est alors qu'en 1984, une dizaine de jeunes quittèrent Li Torè pour créer à Rocourt le nouveau « RFCL Hockey Club », appelé « Old Club », l'actuel section de Hockey sur gazon du club.
"Football Club Liégeois Hockey Club" aurait dû être le nom du nouveau club mais la fédération s'y opposa afin de ne pas créer de tensions avec le Li Torè, toujours à Wihogne.
C'est alors que Monsieur Ernest Weltjens, Président du Tennis, suggéra "Old Club", appellation qui caractérisait le RFCL. 

## Faits marquants
- En 1991, le club migre vers l'emplacement actuel du club, chaussée de Tongres. Un terrain synthétique mixte hockey-football y est alors construit ;
- En 1994, le club rejoint pour la première fois la division d'Honneur (plus haut échelon national) avec son équipe messieurs sous l'impulsion d'un joueur de niveau international, Vitali Kholopov ;
- En 2007, l'équipe messieurs du club rejoint à nouveau l'élite ;
- En 2008, le terrain synthétique est rénové et laisse sa place à un semi-mouillé ;
- En 2009, c'est au tour de l'équipe dames de rejoindre le gratin du hockey belge  ;
- En 2016, le club passe le cap des 500 membres et s'engage vers un second terrain synthétique "mouillé" dernière génération. Il sera inauguré en 2018 après des travaux faramineux.
- En 2020, l'équipe messieurs obtient un ticket pour accéder à nouveau à la division d'Honneur. L'équipe, menée par le coach espagnol José Brasa, réussit la performance de réaliser deux montées successives, passant de la division 2 à la division d'Honneur en deux ans, un exploit.
- En 2022, l'équipe première messieurs rejoint à nouveau la DH, toujours dirigée par José Brasa.
- En 2023, le club se dote de nouvelles infrastructures[1] mais l'équipe première messieurs descend en Nationale 1.
- En 2024, le club ne se requalifie pas pour l'accession en DH, éliminé par Namur[2].